# Villar del Saz de Navalón
Villar del Saz de Navalón es una localidad del municipio conquense de Fuentenava de Jábaga, en la Comunidad Autónoma de Castilla-La Mancha (España). Debe su nombre a la abundancia de sauces que debían haber ya durante la repoblación, en torno a una aldea o villar antiguo. Es de interés por su arquitectura popular la antigua fábrica de harinas, a la entrada del pueblo, y la iglesia. La iglesia está dedicada a La Cátedra de San Pedro.
Es interesante también la cruz parroquial de plata, la cual contiene figuras sobredoradas. De estilo tardogótico, fue realizada por Francisco Becerril en el siglo XVI. En el anverso se representa a Cristo muerto, sujeto a la cruz con tres clavos, y en el medallón el Calvario con un paisaje nuboso, en poco relieve. En el reverso, en lugar central, se representa a la Virgen de la Leche. 

## Localidades limítrofes
Confina con las siguientes localidades:
- Al norte con Sotoca.
- Al este con Fuentesclaras de Chillarón.
- Al sureste con Navalón.
- Al suroeste con Villar del Maestre.
- Al oeste con Cuevas de Velasco.

## Demografía
| Gráfica de evolución demográfica de Villar del Saz de Navalón entre 1842 y 1970 |
| |
| Población de derecho según los censos de población del INE Población de hecho según los censos de población del INEEntre el censo de 1981 y el anterior, este municipio desaparece porque se agrupa en el municipio Fuentenava de Jábaga |

Evolución de la población
| Gráfica de evolución demográfica de Villar del Saz de Navalón entre 2000 y 2017 |
|                                                                                 |
| Población de derecho (2000-2017) según el padrón municipal del INE              |

## Historia
Así se describe a Villar del Saz de Navalón en el tomo XVI del Diccionario geográfico-estadístico-histórico de España y sus posesiones de Ultramar, obra impulsada por Pascual Madoz a mediados del siglo XIX:

Villa con ayuntamiento en la provincia, diócesis y partido judicial de Cuenca (3 leguas), audiencia territorial de Albacete (20) y capitanía general de Castilla la Nueva (Madrid 20). Situada en punto llano y en la falda de un cerro que le domina al S; su clima frío, bien ventilado y sano. Consta de 90 casas de pobre construcción; calles incómodas y mal empedradas; la iglesia parroquial (San Pedro) está servida por un cura de entrada. El término confina por N con el de Navalón; E Fuentes Claras; S Villar del Maestre, y O Sotoca. El terreno se compone de cerros y cañadas de mediana calidad; le riegan dos pequeños arroyos, que reunidos forman el río Mayor. Producciones: trigo, cebada, centeno, algunas legumbres y patatas; se cría ganado lanar y cabrío, y caza de liebres, perdices y conejos. Industria: la agrícola y un molino harinero. Comercio: la venta del sobrante de sus productos y la importación de algunos artículos de consumo diario. Población: 78 vecinos, 310 almas. Capital productivo: 723.980 reales. Imponible: 36.199. El presupuesto municipal asciende a 1.200 reales, y se cubre por reparto entre los vecinos, a excepción de lo que rentan las fincas de propios y arrendamiento de puestos públicos.
Diccionario geográfico-estadístico-histórico de España y sus posesiones de Ultramar

En el año 2018, Villar del Saz de Navalón saltó a los medios generalistas por acoger una "rave clandestina" denominada 'Freeparty Kamikaze 3.0' a la que asistieron "alrededor de 4.000 personas procedentes de varios lugares de Europa". Según el alcalde del municipio, el evento carecía de autorización para celebrarse.

## Fiestas patronales
- 20 de enero, San Sebastián, patrón del pueblo: Se celebra con una procesión del Santo, bailes regionales, la verbena y es tradicional la cata y la caridad donde se reparte rollos, torta gazpachera y vino a todo aquel que se quiera acercar.

- 15 de agosto, La Asunción de la Virgen: Es la fiesta más multitudinaria al celebrarse en verano. Durante varios días toda la gente del pueblo disfruta con la procesión de la Virgen, la verbena, bailes regionales, actividades vecinales y está cogiendo bastante fama entre los pueblos de la comarca su Mercadillo Medieval donde los vecinos venden artesanía y productos típicos de la zona.

Ambas fiestas culminan con una comida popular.

## Comunicaciones y transportes
Esta localidad está situada en la carretera comarcal CUV-2123 de la red de carreteras de la Diputación, que une las localidades de Chillarón de Cuenca y La Peraleja. Además contaba con una estación de tren hasta junio de 2013 momento en el cual Renfe dejó de operar los servicios de media distancia. 
Actualmente los vecinos pueden desplazarse a Cuenca usando un minibus dos días a la semana por las mañanas.